# Kasznár
A kasznár (esetenként gazdatiszt) a birtok- és központi udvari igazgatásért, közvetlen gazdálkodási teendőkért, rendészeti és közigazgatási feladatokért felelős uradalmi tisztviselő (latinul: frumentarius, németül: Kastner).
Elsődlegesen a szemes termény átvételéért, megőrzéséért és azok számadásáért felelt. A 19. század elején azonban egy-egy főúri udvartartásban is központi szerepet tölthetett be. Ennek értelmében feladati közé tartozott a főúri kastély külső és belső karbantartása, s az alárendelt alkalmazottak ellenőrzése. Kötelezettségei közé tartozott továbbá az udvar vagy az uradalom különböző tereinek védelme és ingóságainak nyilvántartása. A kasznár regisztrálási és katasztrófavédelmi kötelezettségei emellett kiegészülhettek ellenőrző funkcióval az élelmiszerek, a vagyontárgyak, valamint a beosztottak tevékenységének vonatkozásában. 
Az uradalmi ispánnál magasabb, a tiszttartónál alacsonyabb rangú és képesítésű uradalmi tisztviselő volt. A bajor-osztrák kastner átvétele a Kasten (‘láda, magtár’) nyomán, hangrendi illeszkedéssel és a "t" kiejtésével.